# Dżazirat Firaun

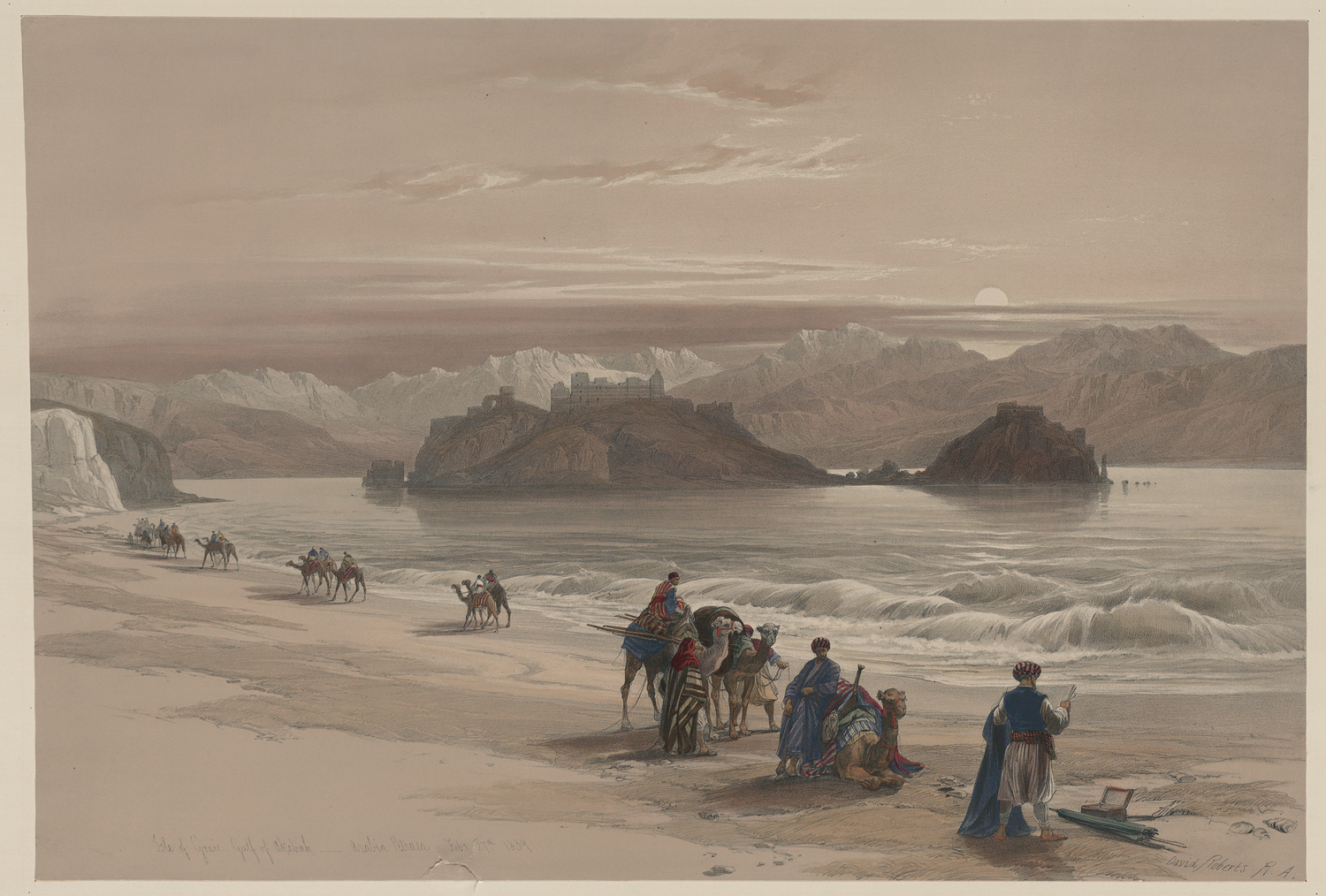
Dżazirat Firaun na XIX w. litografii

Dżazirat Firaun (arab. جزيرة فرعون) – wyspa na Morzu Czerwonym w północnej części Zatoki Akaba (Riwiera Morza Czerwonego) w muhafazie Synaj Południowy w Egipcie.
Oddalona jest 7 km na południe od miasta Taba, 250 m od brzegu półwyspu Synaj.
Dżazirat Firaun otaczają rafy koralowe, dlatego cieszy się popularnością wśród nurków (szczególnie przy północno-wschodnim krańcu wyspy). Połączona jest regularnymi liniami rejsowymi małych promów z Taby i Akaby z Jordanii.